# Cisto radicular
O cisto radicular (ou cisto periapical) é o cisto mais comum dos ossos gnáticos, representando cerca de 60% de todos os cistos odontogênicos. Eles são considerados cistos inflamatórios.

## Sinais e sintomas
O cisto periapial pode ser assintomático e descoberto através de radiografias incidentais. Pode estar associado a uma história recente de dor de dente, e apresentar dor ou secreção purulenta se for infectado secundariamente. Em alguns casos, há a formação de uma fístula (parúlide) associada.
Cistos maiores podem apresentar dor, tumefação, linfadenopatia, ou crepitação do palato duro. Por serem associados a um dente não vital, que sofreu necrose pulpar, o teste de vitalidade pulpar do dente é negativo.

## Aspectos radiográficos e histológicos

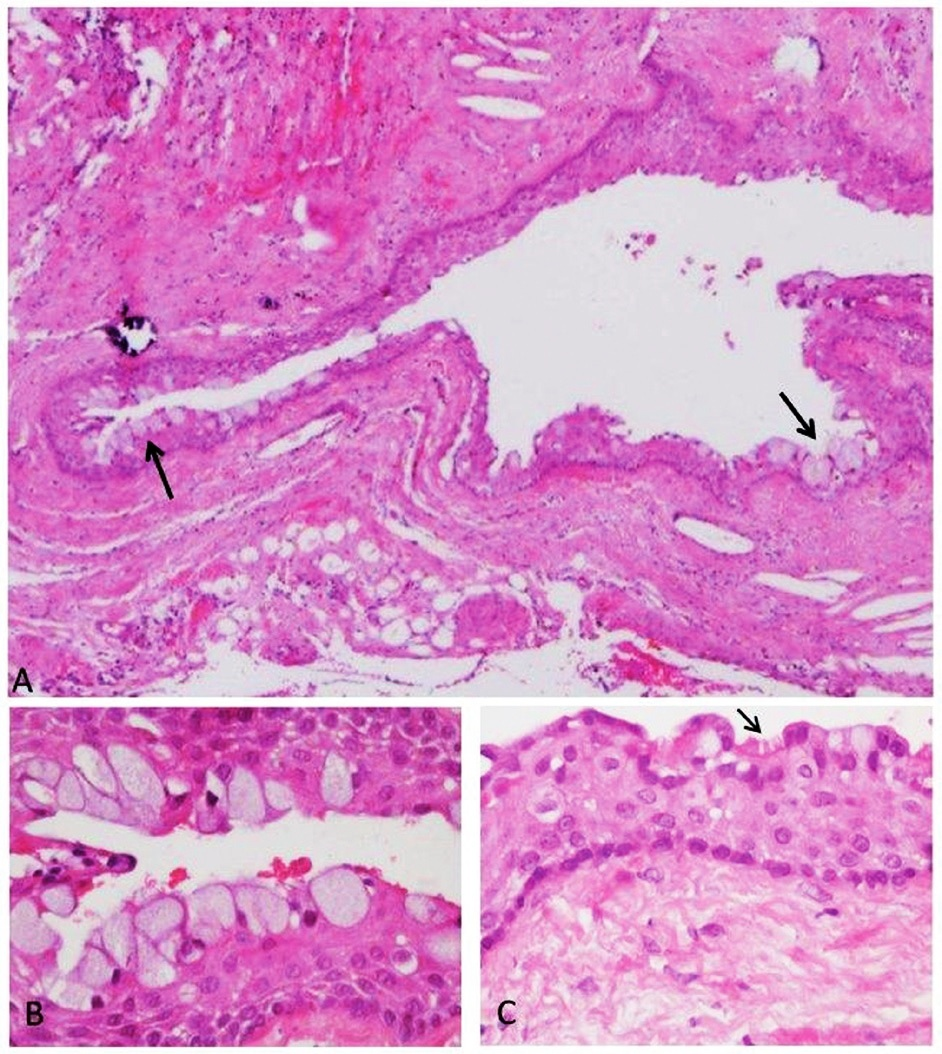
Cisto radicular. A) Fragmentos da parede cística mostrando metaplasia em células mucinosas; B) Magnificação das células mucinosas; C) Células ciliadas, e abaixo uma cápsula fibrosa contendo cristais de colesterol e células inflamatórias. Coloração HE, aumento de 100x.

Radiograficamente, o cisto radicular se apresenta como uma lesão radiolúcida unilocular bem delimitada associada ao periápice de um dente. Pode reabsorver a raiz do dente associado. Quando ele se apresenta sem um dente associado (que foi previamente extraído), é chamado de cisto residual. As bordas podem se apresentar bem delimitadas por um halo radiopaco, e o cisto radicular pode adquirir um tamanho exuberante, maior que 1,6 cm. Radiograficamente, distinguir o cisto radicular do granuloma periapical é virtualmente impossível.
Histologicamente, o cisto radicular é uma cavidade revestida por epitélio escamoso estratificado. Em alguns casos, pode haver presença de epitélio pseudoestratificado ciliado quando há origem no seio maxilar. Ao redor do cisto, há a presença de uma cápsula fibrosa com presença de células inflamatórias.
Pode apresentar também:
- Corpos hialinos de Rushton: são corpúsculos lineares ou em formato de lua crescente, amórficos e eosinofílicos presentes em ~10% dos cistos periapicais no epitélio;
- Células ciliadas metaplásicas;
- Cristais de colesterol.

## Causas
O cisto radicular surge de uma inflamação no periápice secundária a uma infecção odontogênica que levou à necrose pulpar. Após uma infecção odontogênica, como uma lesão de cárie que atinge a polpa, ocorre a necrose pulpar e a infecção se espalha através do sistema de canais radiculares até o periápice: ali, a infecção pode permanecer restrita ao ligamento periodontal (periodontite apical), ou evoluir para um granuloma periapical, invadindo o tecido ósseo e causando uma rarefação visível na radiografia. O cisto periapical é uma sequência direta do granuloma periapical: através do estímulo inflamatório das toxinas bacterianas e inflamação, os restos epiteliais de Malassez se proliferam e formam um cisto.
Há algumas teorias sobre o mecanismo de crescimento dos cistos:
- Teoria biomecânica: a diferença de pressão e de concentração proteica entre o lúmen cístico e a periferia puxam por osmose líquido para dentro do cisto, aumentando seu tamanho;
- Teoria bioquímica: a resposta imune gera degradação do tecido através de citocinas e fatores de crescimento, causando reabsorção óssea e dando espaço para o cisto crescer, além de o próprio cisto produzir substâncias como prostaglandina-2 (PG2) e interleucina-1 (IL-1) que estimulam a manutenção de um estado pró-inflamatório que favorece seu crescimento;
- Teoria nutricional: as células mais internas do epitélio morrem por estarem distantes dos capilares para receberem nutrição, formando um agregado necrótico que favorece a pressão osmótica;
- Teoria do abscesso: a formação de um abscesso favorece o surgimento de um cisto, já que a tendência das células epiteliais é de se proliferarem para cobrir qualquer tecido conjuntivo que já não seja recoberto de epitélio, dando origem ao epitélio cístico.

## Epidemiologia
É o cisto odontogênico mais comum, afetando mais homens do que mulheres, e principalmente pessoas na quarta e quinta década de vida. Afeta principalmente a maxila anterior.

## Diagnóstico
O diagnóstico é clínico, radiológico e histológico. Radiograficamente, pode se assemelhar a outros cistos odontogênicos, mas está necessariamente relacionado a um dente não vital. Pode se assemelhar a um granuloma periapical na radiografia e clinicamente, mas histologicamente pode-se diferenciá-los com facilidade, sem necessidade de colorações especiais.
Diagnóstico diferencial:
- Cisto dentígero;
- Queratocisto odontogênico inflamado;
- Granuloma periapical;
- Cisto de bifurcação vestibular;
- Carcinoma escamoso.

## Prognóstico e tratamento
O prognóstico é excelente, com baixa recidiva após tratamento. O tratamento para cistos menores pode ser conservador, ao realizar o tratamento endodôntico para promover a involução do cisto, mas em casos maiores, pode ser necessário remover o cisto cirurgicamente, com ou sem marsupialização. A apicectomia do dente pode ser necessária em alguns casos.